# Cuscuta serrata
Cuscuta serrata är en vindeväxtart som beskrevs av Truman George Yuncker. Cuscuta serrata ingår i släktet snärjor, och familjen vindeväxter. Inga underarter finns listade i Catalogue of Life.